# Monaeses griseus
Monaeses griseus es una especie de araña cangrejo del género Monaeses, familia Thomisidae. Fue descrita científicamente por Pavesi en 1897.

## Distribución
Esta especie se encuentra desde Etiopía a Sudáfrica.